# Dan Cake
Dan Cake Portugal S.A. (adiante designada por Dan Cake) é uma empresa produtora de alimentos de Portugal.  O objetivo principal da Dan Cake é a produção e comercialização de bolachas, biscoitos, tostas e pastelaria de conservação.
A Dan Cake tem atualmente duas unidades de produção em Portugal, uma em Coimbra e outra em Lisboa.

## História
- 1978 – Fundação da Dan Cake, que arranca com a 1ª linha de tortas em Portugal.
- 1979 – 1ª participação na “Feira Internacional Agro Alimentar de Lisboa” e é realizada a 1ª exportação para Ceuta e Gibraltar.
- 1982 – Abertura da Fábrica de Coimbra, com 2 linhas de produção de Queques e Pipocas. Abertura da delegação do Algarve.
- 1984 – Arranque da 1ª linha de Butter Cookies em Coimbra.
- 1985 – Início da produção de Biscoitos e Bolos, com as linhas de Biscoitos de manteiga e de chocolate.
- 1986 – Abertura da CEE e início da exportação em larga escala para a Europa.
- 1988 – É lançada a 1ª pedra para a nova fábrica da Póvoa de Santa Iria.
- 1993 – Inauguração da nova fábrica da Póvoa de Santa Iria. Início da exportação para o Reino Unido e Brasil.
- 1994 – Abertura da nova fábrica de Coimbra.
- 1999 – Investimento no aumento de produtividade através da construção de maquinaria e automação das linhas utilizando recursos próprios, de forma a aumentar a eficiência de produção e competitividade.
- 2001 – Certificação da fábrica de Coimbra pela norma NP EN ISO 9001 (1995).
- 2003 – A Dan Cake é reconhecida como um dos maiores produtores de Biscoitos de Manteiga no mundo, atingindo 60% das vendas totais na exportação para mais de 50 países.
- 2005 – Certificação das fábricas de Coimbra e Póvoa de Santa Iria pelos referenciais BRC (versão 3, 2003) e IFS (versão 4, 2004).
- 2008 – A Dan Cake comemora 30 anos de existência e apresenta a sua nova imagem. O Presidente da República Portuguesa Cavaco Silva preside à comemoração.
- 2011 – A Dan Cake investe na Índia e decide construir uma fábrica numa joint-venture com o grupo Phadnis.  A nova fábrica da Danesita Phadnis Food Industries irá produzir 10 mil toneladas de bolos e biscoitos por dia.[2]
- 2019 - A Dan Cake comemora 40.º aniversário na presença do Exmo. Sr. Presidente da República Marcelo Rebelo de Sousa.
- 2021 - A empresa foi comprada pela Biscuit International.

## Produtos
A Dan Cake produz uma vasta gama de produtos, que conforme a sua tipologia/características, são segmentados em onze famílias.
- Aperitivos: Araruta, Pipocas Sabor a Caramelo, Pipocas Doce
- Assorted e Butter Cookies: Assorted Cookies, Butter Cookies
- Bolos Familiares: Meia Lua, Rondos, Tortas
- Bolos Individuais: Croissants, Madalenas, Mini Tortas
- Bolachas e Biscoitos: Bom Dia, Brownies, Chocolate Chip Cookies, Creamy Kiss, Digestive, Strudel
- Crackers: Crackers com Sal, Crackers sem Sal
- Especialidades: Milfolhas, Palitos Champanhe, Waffels
- Frutíssima: Mini Tortas, Tortas
- Latas Quadradas: Cerealíssimo, Choc & Chips, Everyday, Shortbread Cookies
- Tostas: Tostas de Luxo, Tostas Suecas
- Winx: Bolachas, Milk & Go, Queques

## Referencias
1. ↑  Índia escolhida para construção de terceira fábrica Dan Cake Portugal. Consultado em 18 de julho de 2011
2. ↑  Dan Cake Portugal investe na Índia. Consultado em 18 de julho de 2011